# 2013年海南万宁校长官员性侵幼女案
万宁校长官员性侵幼女案，是2013年5月8日发生在中国海南省万宁市的性侵幼女案。后郎小学6名六年级小学生被该校校长陈在鹏及万宁市市房管局职员冯小松携带到宾馆开房。

## 事件
2013年5月8日，海南省万宁市后郎小学校长陈在鹏及万宁市一政府职员冯小松带走该校6名六年级小学生，4名女生在万宁绿春园大酒店和校长陈在鹏开了2间房，另外2名女生在大洲岛度假山庄和市房管局职员冯小松开房。当天晚上，学生家长和老师寻找学生，一夜没有找到。
5月9日晚上11点，1名女生在海口市亲戚家被找到，3名女生在海口市城西镇一家出租屋被找到，另外2名女生在万宁。
10日上午10点，2名女孩在万宁长丰镇马坡大洲岛度假山庄被家长找到。
警方称学生没有遭到校长和政府职员的性侵犯。开房也是女学生主动联系校长。
5月14日晚上，万宁副市长李志杰、吴明阳和万宁市教育局长李宁、黄志鹏会见受害女学生家长，要求其不要接触媒体采访。当天深夜，市长张美文通过关系人联系受害女学生家长，要家长打电话给新闻媒体撤掉该案件的视频与报道。之后，校长家属给受害女生家长致歉，要求私了该案。
广东省7名律师组成律师团，赴海南省人民检察院，控告万宁警方作伪证和徇私枉法渎职，并要求万宁警方回避案件的侦查。
5月15日，万宁市纪委监察局根据《中国共产党纪律处分条例》第一百五十九条的规定决定给予陈在鹏、冯小松开除党籍处分，并建议万宁市教育局、万宁市住房保障与房产管理局根据《事业单位工作人员处分暂行规定》第二十一条的规定，报请万宁市人民政府，市人民政府已经批准，给予陈在鹏、冯小松行政开除处分。
5月27日，女权工作者叶海燕在海南万宁市第二小学门口举牌抗议“校长，开房找我，放过小学生”。
6月8日，原由海南省萬寧市人民檢察院提起公訴、萬寧市人民法院受理「校長帶女生開房案」，改變管轄，由海南省第一中級人民法院按照第一審程式審理。6月20日，海南萬寧市第二小學原校長陳在鵬，一審被判處有期徒刑13年6個月，罪名為“強姦”，被告人认为只构成“猥亵”。法院還以強姦罪判處同案的原萬寧市房管局雇員馮小松有期徒刑11年6個月。馮小松當庭表示上訴。针对法院作出的判决，6名受害女生中4名女生的家长表示判决太轻，要求判处15年到20年的有期徒刑，同时对政府职员冯小松不服抗诉的做法，将申请抗诉。

## 疑点
有学生家长找到女儿时，发现其精神恍惚，状态不好，宾馆监控录像显示其迷迷糊糊，家长怀疑女儿被校长及政府职员下了迷药。
家长找到女儿时，检查女儿身体，发现女儿身体下体污秽，怀疑遭到性侵犯。后来经过法医查询，得知5人处女膜破裂。